# Chemaudin
Chemaudin is een plaats en voormalige gemeente in het Franse departement Doubs in de regio Bourgogne-Franche-Comté en telt 1430 inwoners (2005). De plaats maakt deel uit van het arrondissement Besançon.

## Geschiedenis
De gemeente maakte deel uit van het kanton Audeux tot dit op 22 maart 2015 werd opgeheven en Chemaudin werd opgenomen in het op die dag gevormde kanton Besançon-1.
Op 1 januari 2017 fuseerde de gemeente met Vaux-les-Prés tot de commune nouvelle Chemaudin et Vaux.

## Geografie
De oppervlakte van Chemaudin bedraagt 7,3 km², de bevolkingsdichtheid is 195,9 inwoners per km².
De onderstaande kaart toont de ligging van Chemaudin met de belangrijkste infrastructuur en aangrenzende gemeenten.

## Demografie
Onderstaande figuur toont het verloop van het inwonertal (bron: INSEE-tellingen).